# Збероаја (Јаши)
Збероаја (рум. Zberoaia) насеље је у Румунији у округу Јаши у општини Горбан. Oпштина се налази на надморској висини од 77 m.

## Становништво
Према подацима из 2002. године у насељу је живело 355 становника, од којих су сви румунске националности.